# 下川合駅
下川合駅（しもかわいえき）は、静岡県浜松市天竜区佐久間町川合にある、東海旅客鉄道（JR東海）飯田線の駅である。

## 歴史
- 1934年（昭和9年）11月11日：三信鉄道三信三輪（現・東栄） - 佐久間（現・中部天竜）間延伸時に開業[1][2]。一般駅[2]。
- 1943年（昭和18年）8月1日：三信鉄道線が飯田線の一部として国有化され、鉄道省（後の日本国有鉄道）の駅となる[1][2]。
- 1971年（昭和46年）12月1日：貨物及び荷物扱い廃止（旅客駅化）[3]。無人駅化[4]。
- 1987年（昭和62年）4月1日：国鉄分割民営化に伴い、JR東海の駅となる[1][2]。

## 駅構造
単式ホーム1面1線を有する地上駅。かつては島式ホーム1面2線であったが、うち1線は撤去されている。
中部天竜駅管理の無人駅である。ホーム上に待合室がある。

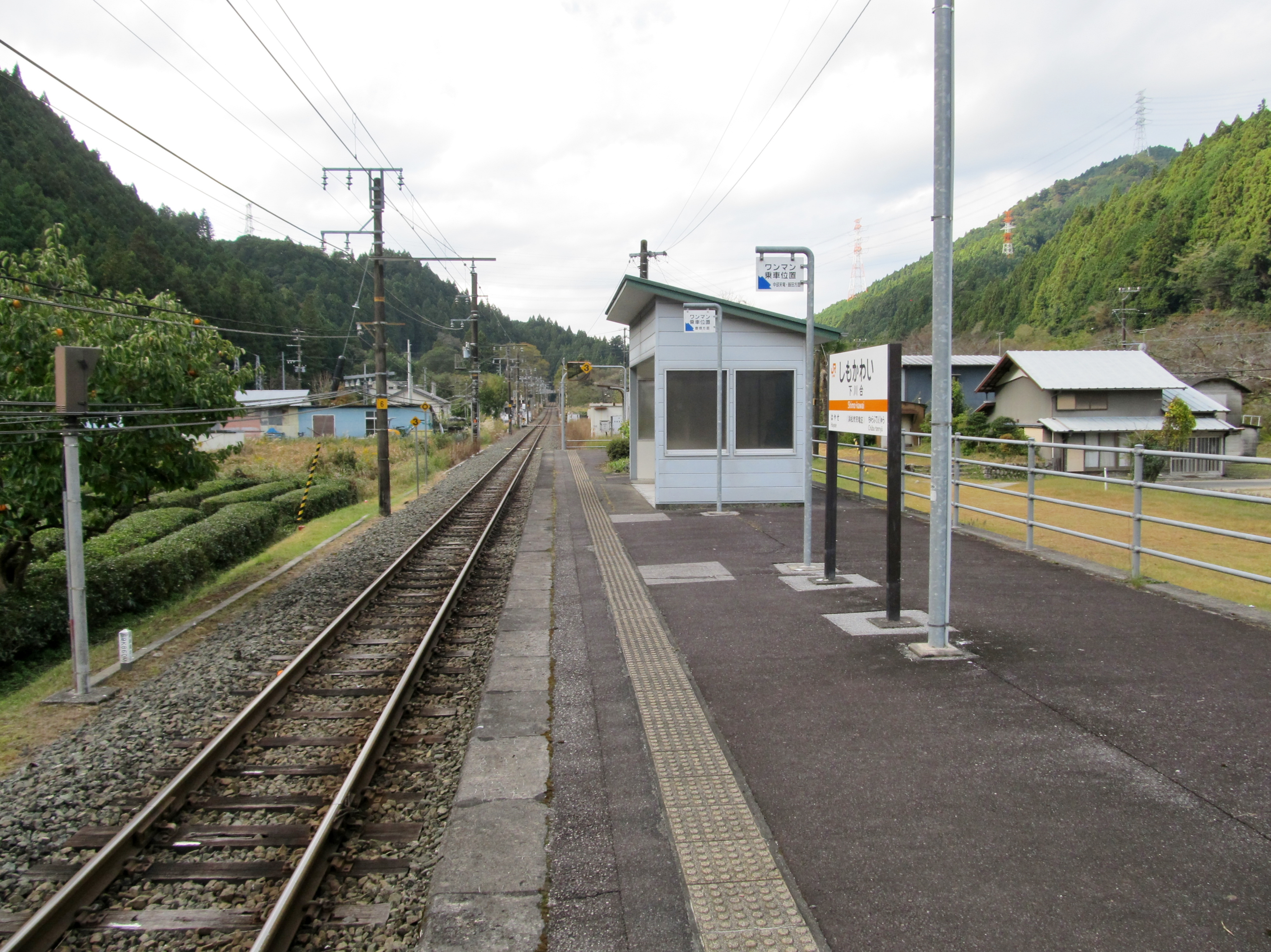
ホーム（2022年10月）
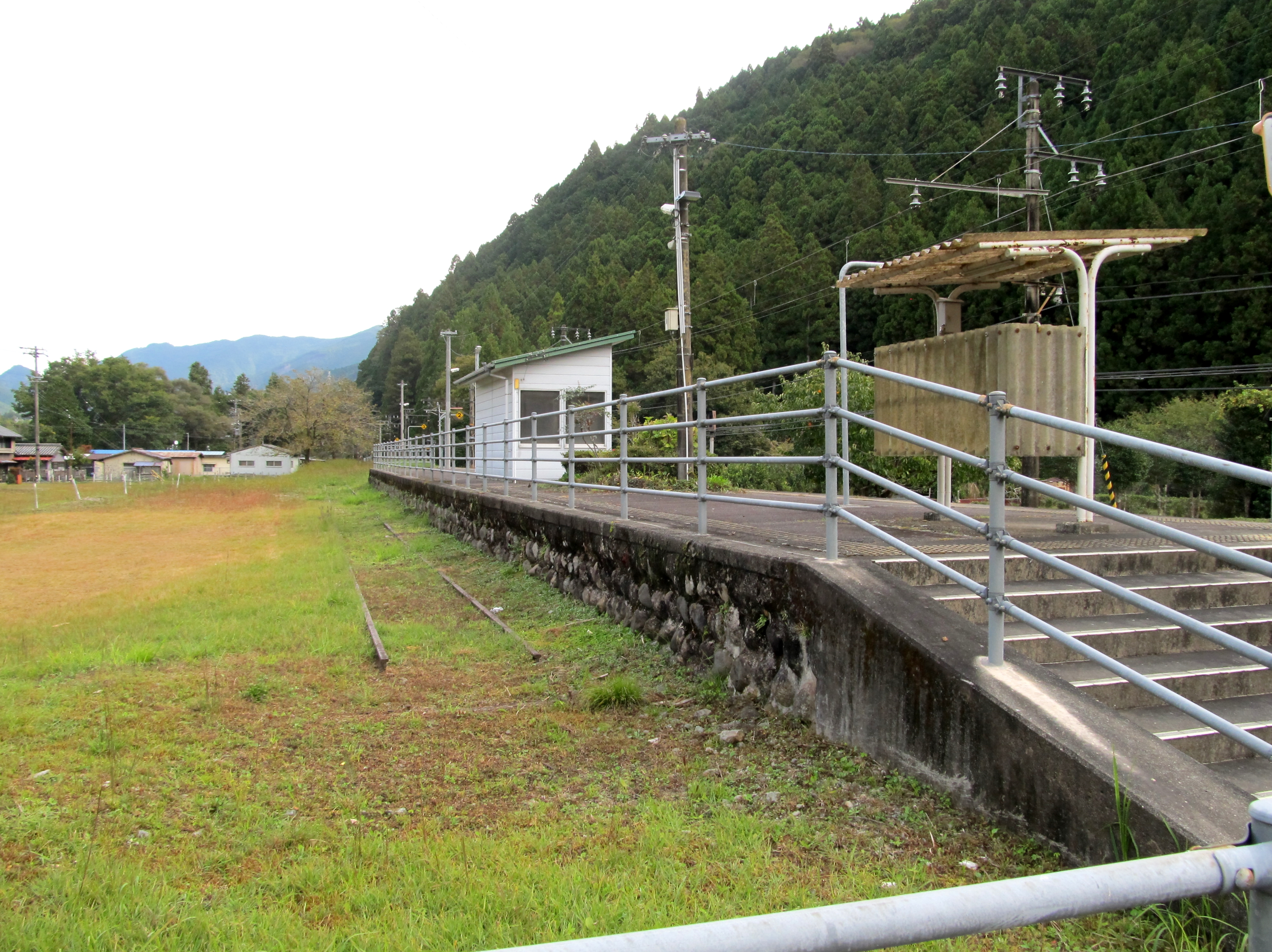
撤去された側の線路（2022年10月）

## 利用状況
2021年度（令和3年度）の1日平均乗車人員は6人である。
「静岡県統計年鑑」「浜松市統計書」によると、1993年度（平成5年度）以降の推移は以下の通り。なお、2001年度（平成13年度）- 2006年度（平成18年度）の統計は非公表である。
| 乗車人員推移       | 乗車人員推移     | 乗車人員推移 |
| 年度               | 1日平均 乗車人員 | 出典         |
| ------------------ | ---------------- | ------------ |
| 1993年（平成05年） | 73               | [ 5 ]        |
| 1994年（平成06年） | 75               | [ 5 ]        |
| 1995年（平成07年） | 74               | [ 5 ]        |
| 1996年（平成08年） | 68               | [ 5 ]        |
| 1997年（平成09年） | 66               | [ 5 ]        |
| 1998年（平成10年） | 58               | [ 5 ]        |
| 1999年（平成11年） | 58               | [ 5 ]        |
| 2000年（平成12年） | 51               | [ 5 ]        |
| 2001年（平成13年） | 非公表           | [ 5 ]        |
| 2002年（平成14年） | 非公表           | [ 5 ]        |
| 2003年（平成15年） | 非公表           | [ 5 ]        |
| 2004年（平成16年） | 非公表           | [ 5 ]        |
| 2005年（平成17年） | 非公表           | [ 5 ]        |
| 2006年（平成18年） | 非公表           | [ 5 ]        |
| 2007年（平成19年） | 32               | [ 6 ]        |
| 2008年（平成20年） | 31               | [ 7 ]        |
| 2009年（平成21年） | 26               | [ 8 ]        |
| 2010年（平成22年） | 26               | [ 5 ]        |
| 2011年（平成23年） | 24               | [ 5 ]        |
| 2012年（平成24年） | 21               | [ 5 ]        |
| 2013年（平成25年） | 17               | [ 5 ]        |
| 2014年（平成26年） | 16               | [ 5 ]        |
| 2015年（平成27年） | 24               | [ 5 ]        |
| 2016年（平成28年） | 18               | [ 5 ]        |
| 2017年（平成29年） | 15               | [ 5 ]        |
| 2018年（平成30年） | 14               | [ 5 ]        |
| 2019年（令和元年） | 13               | [ 5 ]        |
| 2020年（令和02年） | 6                | [ 5 ]        |
| 2021年（令和03年） | 6                | [ 5 ]        |

## 駅周辺
- 大千瀬川
- 国道473号
- 静岡県道292号下川合停車場線

## 隣の駅
東海旅客鉄道（JR東海）
CD 飯田線
■快速
通過
■普通
早瀬駅 - 下川合駅 - 中部天竜駅